# Леонув (Ґарволінський повіт)
Леонув (пол. Leonów) — село в Польщі, у гміні Мацейовиці Ґарволінського повіту Мазовецького воєводства.
Населення — 77 осіб (2011).
У 1975-1998 роках село належало до Седлецького воєводства.

## Демографія
Демографічна структура станом на 31 березня 2011 року:
|          | Загалом | Допрацездатний вік | Працездатний вік | Постпрацездатний вік |
| -------- | ------- | ------------------ | ---------------- | -------------------- |
| Чоловіки | 38      | 10                 | 20               | 8                    |
| Жінки    | 39      | 10                 | 21               | 8                    |
| Разом    | 77      | 20                 | 41               | 16                   |